# 글래스땃쥐
글래스땃쥐(Crocidura glassi)는 땃쥐과에 속하는 포유류의 일종이다. 에티오피아의 토착종이다. 자연 서식지는 아열대 또는 열대 기후 지역의 고지대 관목 지역과 초원, 그리고 습지이다. 서식지 감소로 멸종 위협을 받고 있다.